# (37676) 1995 BV11
1995 BV11 (asteroide 37676) é um asteroide da cintura principal. Possui uma excentricidade de 0.20123790 e uma inclinação de 1.36189º.
Este asteroide foi descoberto no dia 29 de janeiro de 1995 por Spacewatch em Kitt Peak.